# Google-Bombe
Unter einer Google-Bombe versteht man eine Manipulation der Suchergebnisse der Suchmaschine Google. Aufgrund der internen Funktion dieser Suchmaschine ist es möglich, eine bestimmte aufzufindende Webseite mit diffamierenden Schlagworten in Verbindung zu bringen.

## Technischer Hintergrund
Die Suchmaschine Google bewertet Seiten nicht nur nach ihrem eigenen Inhalt, sondern auch nach dem Linktext, mit dem andere Seiten auf diese Seite verweisen. Das Suchergebnis beinhaltet somit nicht nur Seiten, die den gesuchten Text enthalten, sondern auch Seiten, auf die entsprechend benannte Links verweisen. Diese Technik liefert in der Regel zuverlässige Ergebnisse. Das Verfahren macht Google jedoch auch anfällig für Manipulationen. Wenn viele Seiten mit einem Link verbunden mit dem Text „Failure“ (deutsch: „Versagen“) auf die Webseite des Weißen Hauses verweisen, dann wird bei einer Google-Suche nach dem Wort „Failure“ das Weiße Haus gefunden, obwohl das Wort auf dessen Webseite überhaupt nicht erscheint.

## Entwicklungsgeschichte

### Prägung des Begriffs
Den Begriff „Google-Bombing“ prägte Adam Mathes, als er am 6. April 2001 einen Artikel über den Begriff im Onlinemagazin uber.nu veröffentlichte.

### Bekannte Google-Bomben
Die erste Google-Bombe kam 1999 auf, als mit dem Suchbegriff „more evil than satan himself“ (böser als Satan persönlich) auf die Seite von Microsoft verwiesen wurde.
Populär wurden die Google-Bomben 2003, als Gegner des amerikanischen Präsidenten George W. Bush sich absprachen und auf ihren Webseiten und Weblogs Links auf einen offiziellen biografischen Text über Bush setzten, jedes Mal verbunden mit den Worten miserable failure (dt. jämmerliches Versagen bzw. erbärmlicher Versager). Die Google-Suche listete wenig später Bushs Seite als Top-Hit für ebendiese Suchbegriffe. Ende Januar 2007 entschärfte Google mit einer Änderung des Suchalgorithmus diese Google-Bombe.
Seitdem wurden Google-Bomben oft eingesetzt, unter anderem auch von Sympathisanten des damaligen amerikanischen Präsidenten Bush, die versuchten, im Gegenzug politische Gegner wie Jimmy Carter, Michael Moore und Hillary Clinton mit der Phrase miserable failure in Verbindung zu bringen.
Knapp ein Jahr nach der Algorithmusänderung tauchte eine neue Bombe auf: Dangerous cult (deutsch: gefährliche Sekte) lieferte Scientology als erstes Ergebnis.
In Österreich wurde die Google-Bombe bekannt, als eine Suche nach dem Begriff völlige Inkompetenz zur heftig umstrittenen privaten Website des damaligen Finanzministers Karl-Heinz Grasser führte. 2010 wurde der österreichische Politiker Heinz-Christian Strache, Parteiobmann der rechtspopulistischen FPÖ, Opfer einer Google-Bombe: „Vollkoffer“ (was so viel bedeutet wie „Vollidiot“) führte zu seiner persönlichen Homepage. Das in der Schweiz bekannteste Beispiel ist die Suche nach jämmerlicher Waschlappen, der auf die Website des Rechtspopulisten Christoph Blocher führte.
2005 wurde in einem deutschen Online-Forum lediglich durch Benutzer-Signaturen mit dem Text Experiment Kohlkopf und einer Verlinkung zu angela-merkel.de Angela Merkel eine Google-Bombe zugeschoben.
Am 27. Oktober 2008 begann in Polen ein Prozess gegen den Programmierer Marek M., der Google 2007 bei einer Suche nach dem obszönen Wort kutas (polnisch für „Schwanz“) die Homepage von Präsident Lech Kaczyński anzeigen ließ. M. drohten bis zu drei Jahre Gefängnis, letztlich kam der damals 24-Jährige aber mit einer Bewährungsstrafe davon.
Im Januar 2009 wurde kurzzeitig bei einer Suche nach den Begriffen failure und cheerful achievement die Biografie des neuen US-Präsidenten Barack Obama als erster Treffer angezeigt. Diese Google-Bombe wurde allerdings von Google durch einen speziellen Algorithmus entdeckt und entschärft.
Im Juli 2009 erhielt man bei einer Suche nach Verräter Partei als Ergebnis die Homepage der SPD. Ebenfalls im Juli 2009 erhielt man beim Suchbegriff Schwarze Pest als Ergebnis die Homepage der CDU/CSU.
Eine Google-Bombe aus dem Jahr 2009 ähnelte der schon seit 2003 bekannten miserable failure. Eine Suche nach worst failure ever (deutsch: größter Fehlschlag (bzw. Versager) aller Zeiten) listete als erstes Ergebnis eine biografische Seite des Weißen Hauses über Präsident Barack Obama.
Aufgrund homophober Äußerungen des republikanischen Präsidentschaftskandidaten Rick Santorum setzten Aktivisten eine Google-Bombe für die Suche nach dessen Namen ein. Als erster Treffer wurde in der Folge auf einen Blog unter dem Titel spreadingsantorum verwiesen, der die Leser über Santorums schwulenfeindliche Äußerungen informiert.
Im Juli 2018 wurde durch eine gezielte Manipulation erreicht, dass als Ergebnis der Google-Bildersuche für das Wort Idiot Bilder von Donald Trump gezeigt werden.

### Reaktionen von Google
Google hat sein Verfahren verteidigt: Die Suchergebnisse seien eine korrekte Wiedergabe der Inhalte im Internet. Googlebombing zerstöre insgesamt nicht die Qualität des Dienstes. Google erwarte, dass diese Phänomene wieder in Vergessenheit geraten und lediglich einer der vielen kurzlebigen Trends im Internet sei.
Gegenüber der Zeitung SonntagsBlick antwortete Google-Fellow Urs Hölzle im Oktober 2004 auf die Frage, was man gegen das „Google-Bombing“ unternehme, wie folgt: „Nichts. Das ist ein Zeichen, wie demokratisch das Internet ist. Wenn genügend Leute ihre Webseiten entsprechend verlinken, kann es so herauskommen.“
Am 16. September 2005 entschuldigte Marissa Mayer, seinerzeit Abteilungsleiterin bei Google, sich im Google-Blog bei allen, die sich von der Verbindung von der Seite des Weißen Hauses mit dem Suchbegriff „failure“ angegriffen fühlten: „Wir billigen weder Googlebombing noch andere Praktiken, die darauf zielen, unsere Suchresultate zu manipulieren. Aber es widerstrebt uns auch, unsere Suchergebnisse per Hand zu verändern, um zu verhindern, dass diese Ergebnisse angezeigt werden. Streiche wie dieser mögen für einige Leute verwirrend sein, aber im Großen und Ganzen beeinflussen sie nicht die Qualität unseres Suchdienstes, dessen Objektivität, wie immer, unser Hauptziel ist.“
Google-Mitarbeiter Matt Cutts schrieb Anfang 2007 in einem offiziellen Google-Blog, Google habe an einer algorithmischen Lösung für das Problem der Google-Bomben gearbeitet und es so mittlerweile entschärft, wenn auch nicht komplett gelöst.
Im Januar 2007 meldete Heise online, dass die Suchergebnisse dank eines neu eingeführten Filteralgorithmus weniger anfällig für Google-Bombing wären. Nach den neuesten Anpassungen sollen sich die manipulierten Trefferlisten lediglich auf Kommentare und Diskussionsbeiträge zu den jeweiligen Täuschungsversuchen beziehen. Stichproben zeigen, dass die bekanntesten Google-Bomben bereits entschärft sind.

## Google-Bowling
Da Suchmaschinen versuchen, Manipulationsversuche zu bestrafen, nutzen manche Firmen dies aus, um Wettbewerbern bewusst im Ranking zu schaden. Diese Praxis wird als Google-Bowling bezeichnet.